# Bendersville
Bendersville est un borough, situé dans le comté d'Adams, en Pennsylvanie, aux États-Unis,. En 2010, il comptait une population de 641 habitants. Il est incorporé en 1866.

## Démographie
Lors du recensement de 2010, le borough comptait une population de 641 habitants. Elle est estimée, en 2017, à 649 habitants.

### Source de la traduction
- (en) Cet article est partiellement ou en totalité issu de l’article de Wikipédia en anglais intitulé « Bendersville, Pennsylvania » (voir la liste des auteurs).